# Automatic / Time Will Tell
Pour les articles homonymes, voir Automatic.
Singles de Hikaru Utada
Close to You (par Cubic U)
(1997) Movin' on Without You
(1999)
Automatic / Time Will Tell (écrit : Automatic / time will tell) est le premier single d'Hikaru Utada (sous ce nom), sorti fin 1998.

## Présentation
C'est le premier single de la chanteuse à sortir au Japon, le 9 décembre 1998 sur le label EMI Music Japan. C'est son premier disque à sortir sous son vrai nom et à être écrit en japonais ; elle avait en effet déjà sorti quelques disques auparavant aux États-Unis sous le pseudonyme « Cubic U », sans succès. 
Le single sort en deux formats différents, avec un troisième titre différent sur chacun d'eux : au format « mini CD single » de 8 cm de diamètre (format habituel des singles japonais jusque-là) contenant la version instrumentale de la première chanson, et au nouveau format « maxi CD single » de 12 cm de diamètre (qui devient à l'époque la nouvelle norme pour les singles) contenant une version remixée de la deuxième. Une version maxi 45 tours vinyl sort aussi le 17 février 1999, avec les titres du « maxi CD ».
L'Oricon ne cumulant pas les ventes des différents formats à l'époque, la version « mini CD » s'y classe 4e des ventes tandis que la version « maxi CD » s'y classe 2e, laissant échapper la première place bien que leurs ventes cumulées dépassent les deux millions d'exemplaires et en fassent le deuxième single le plus vendu de l'année 1999.
C'est un single « double face A » contenant deux chansons principales : Automatic est utilisé comme thème de fin à l'émission télévisée Warau Inu no Seikatsu -Yaraneva!!- de Fuji Television, tandis que Time Will Tell sert de thème de fin à l'émission Gokigenyô de la même chaine. Elles figureront sur l'album First Love qui sort trois mois après le single, ainsi que sur la compilation Utada Hikaru Single Collection Vol.1 de 2004.

## Titres
Toutes les chansons sont écrites et composées par Hikaru Utada.
| 1. | Automatic                       | Akira Nishihira, Taka & Speedy, Kei Kawano | 5:14 |
| 2. | Time Will Tell (time will tell) | Toshiyuki Mori, Jun Isomura                | 5:29 |
| 3. | Automatic (Original Karaoke)    | Akira Nishihira, Taka & Speedy, Kei Kawano | 5:12 |

| 1. | Automatic                                           | Akira Nishihira, Taka & Speedy, Kei Kawano | 5:15 |
| 2. | Time Will Tell (time will tell)                     | Toshiyuki Mori, Jun Isomura                | 5:30 |
| 3. | Time Will Tell -Dub Mix- (time will tell -DUB MIX-) | Goh Hotoda                                 | 5:36 |

Maxi 45 tours (vinyl)
- A1. Automatic
- B1. Time Will Tell
- B2. Time Will Tell -Dub Mix-